# Ricardo García
Ricardo García Peralta (3 de abril de 1926 — 10 de março de 2008) foi um ciclista olímpico mexicano. Representou sua nação em dois eventos nos Jogos Olímpicos de Verão de 1952.